# Nagradowice
Nagradowice (prononciation : [naɡradɔˈvit͡sɛ], en allemand : Nagradowitz) est un village polonais de la gmina de Kleszczewo dans le powiat de Poznań de la voïvodie de Grande-Pologne dans le centre-ouest de la Pologne.
Il se situe à environ 3 kilomètres au sud-ouest de Kleszczewo (siège de la gmina) et à 19 kilomètres au sud-est de Poznań (siège du powiat et capitale régionale).

## Histoire
De 1815 à 1919, Nagradowitz fait partie de l'arrondissement de Schroda (de) dans le district de Posen au sein de la province de Posnanie.
De 1975 à 1998, le village faisait partie du territoire de la voïvodie de Poznań.

Depuis 1999, Nagradowice est situé dans la voïvodie de Grande-Pologne.
Le village possède une population de 375 habitants en 2014.